# Medeltidsmuseet

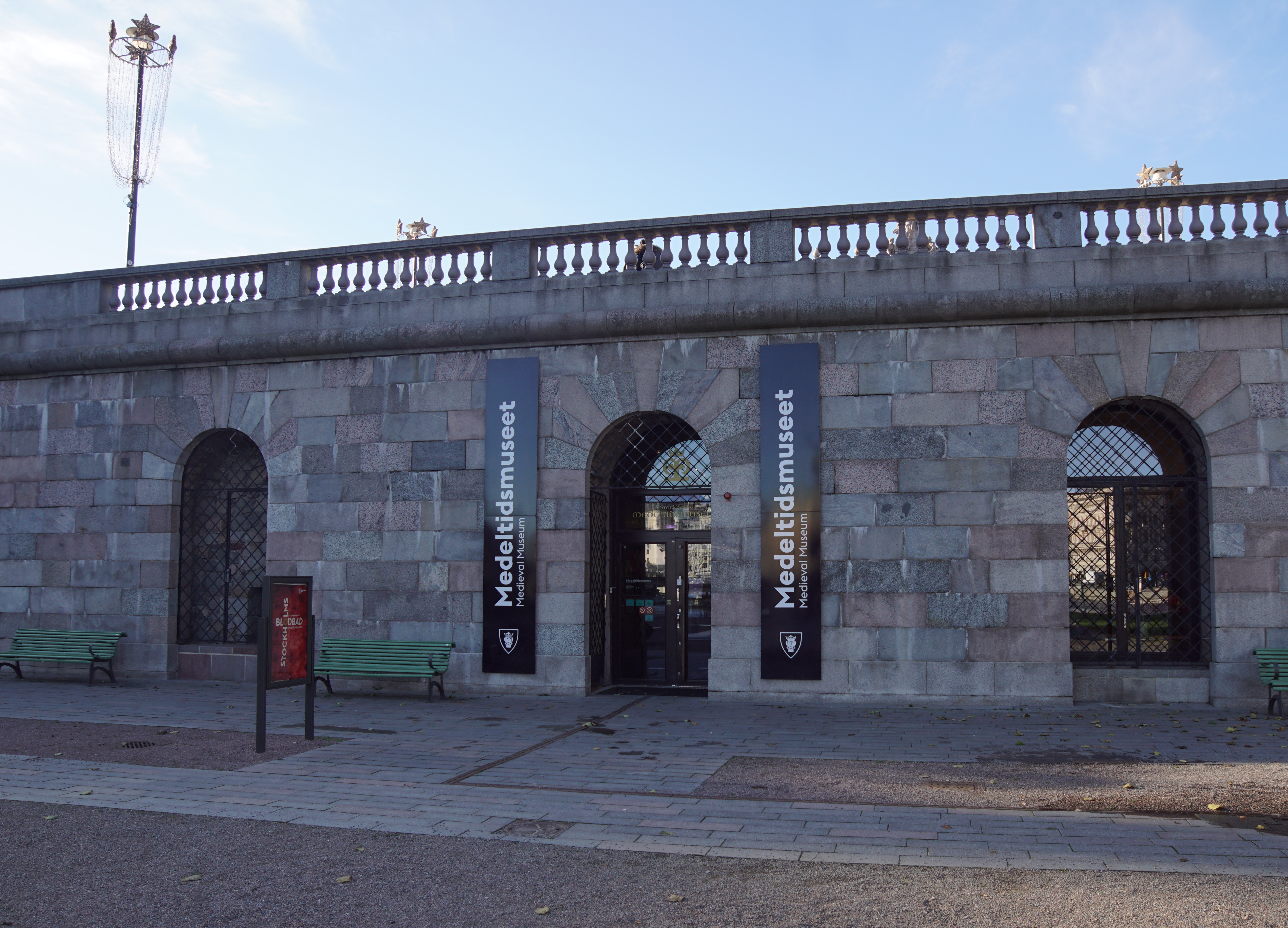
Het Medeltidsmuseet in Stockholm opende haar deuren in 1986.

Het Medeltidsmuseet (Zweeds voor Museum van de Middeleeuwen) is een museum, gelegen aan het Strömparterren op Helgeandsholmen in Stockholm, Zweden.
Het museum is gericht op de Middeleeuwen, zowel de geschiedenis van als het sociale leven in Stockholm in die periode. 

## Geschiedenis

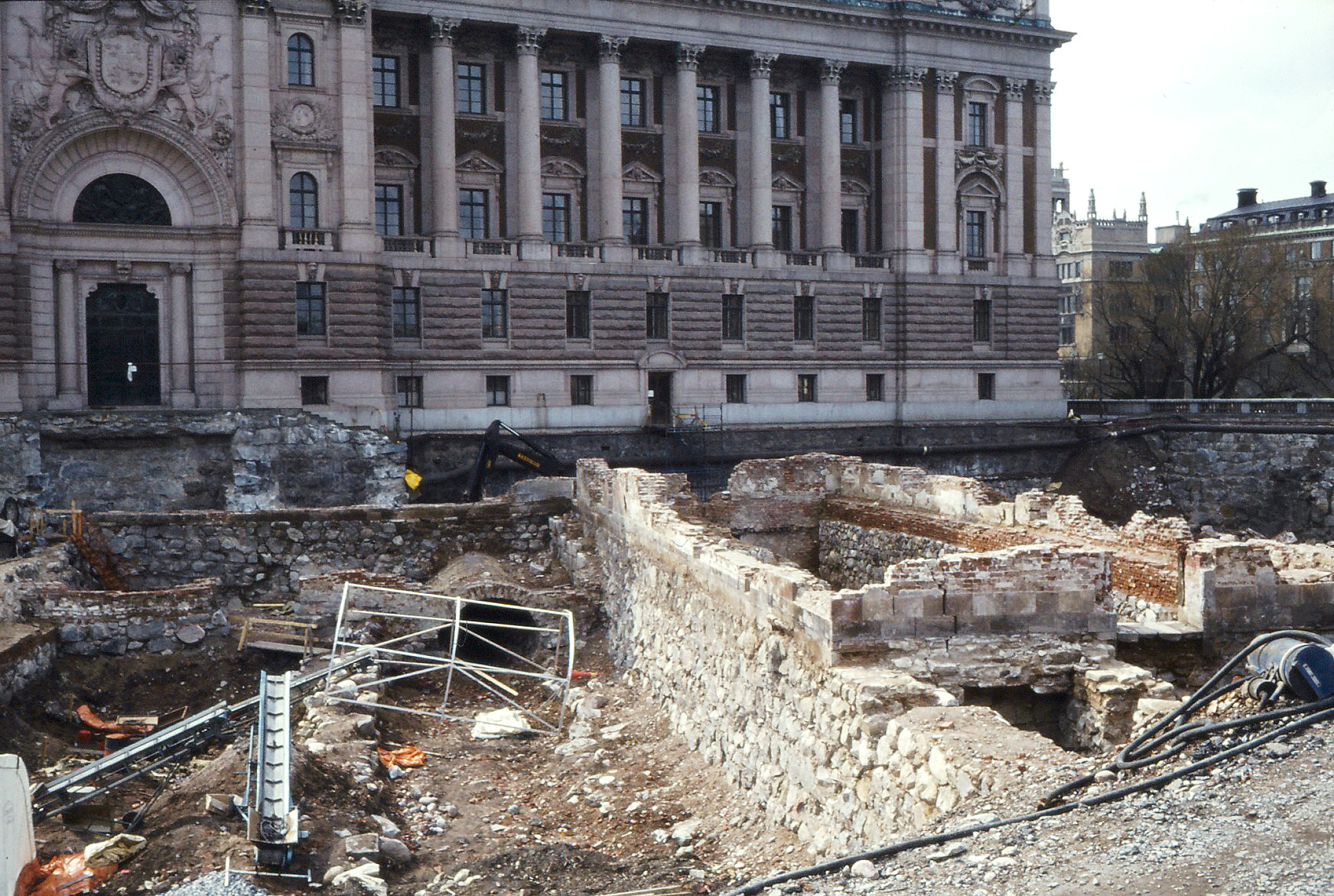
De archeologische opgraving in de zomer van 1978.

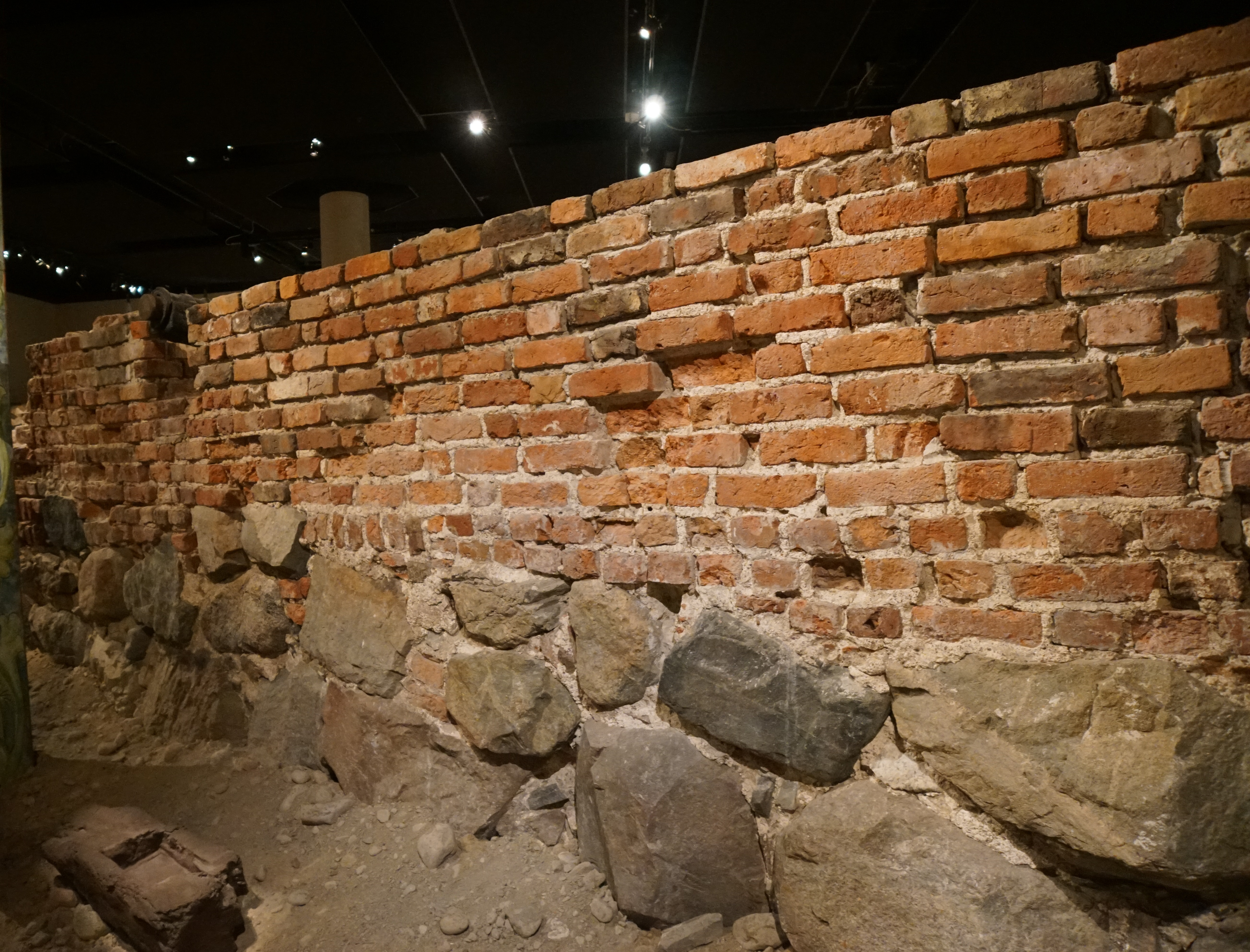
De restanten van de stadsmuur uit circa 1530.

Het Medeltidsmuseet bevindt zich onder het Riksplan, het park van het Rijksdaggebouw, en de brug Norrbro. Dit komt doordat in de periode 1978-1983 het Rijksdaggebouw verbouwd werd en het was de bedoeling een grote garage aan te leggen. Bij het van staatswege verplichte archeologisch onderzoek werden echter onder meer resten gevonden van de middeleeuwse stadsmuur van Stockholm. Om deze resten voor het nageslacht te bewaren en ze publieklijk toegankelijk te maken werd er een museum van gemaakt in plaats van een garage. De kunstenaar Kerstin Rydh ontwierp het museum; de architect was Torbjörn Olsson van AOS Arkitekter. Het museum opende de deuren in 1986 onder de naam Stockholms medeltidsmuseum (museum van de Middeleeuwen van Stockholm). De eerste museumdirecteur werd Margareta Hallerdt. Datzelfde jaar won het museum de European Museum of the Year Award.
Van 15 juni 2007 tot en met 24 januari 2010 sloot het museum tijdelijk de deuren vanwege het restauratiewerk aan de Norrbro en werd het ook zelf gerenoveerd en gemoderniseerd.

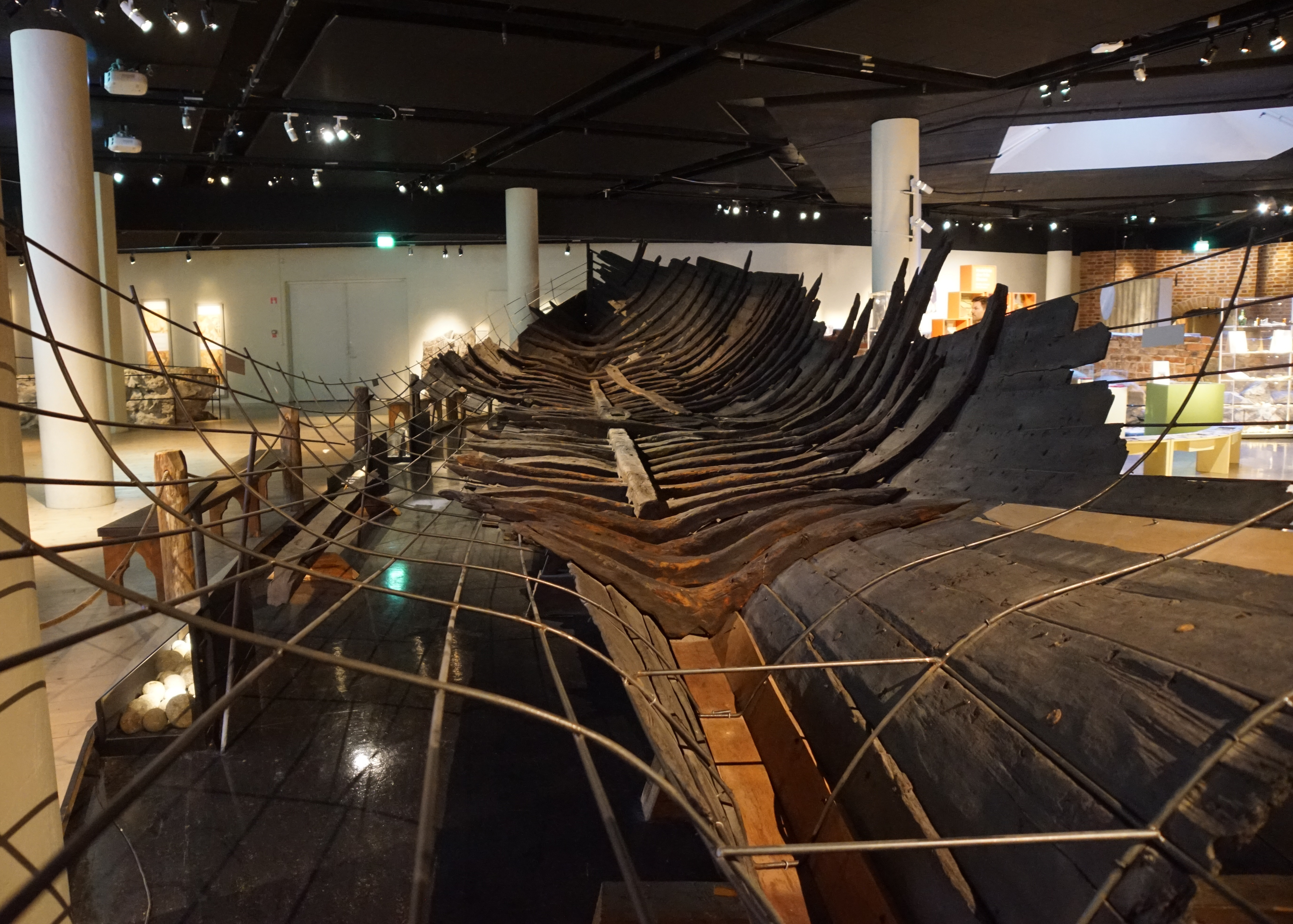
Het schip van Riddarholmen uit 1517.

## Collectie
Het Medeltidsmuseet toont de oorsprong van de stad en de ontwikkeling ervan in de Middeleeuwen. Het museum heeft een expositieruimte van 1.750 m² en heeft ongeveer 850 objecten tentoongesteld, waaronder:
- Het  zestiende-eeuwse schip van Riddarholmen, dat hoogstwaarschijnlijk deel uitmaakte van de eerste Zweedse marine.
- Een ongeveer 55 meter lang en 2,8 meter breed stuk stadsmuur van Stockholm uit circa 1530, gebouwd door Gustaaf I van Zweden. De muur heeft nog ongeveer twee meter van de oorspronkelijke hoogte van zes meter behouden.
- De originele runensteen Södermanlands runinskrifter 274, die oorspronkelijk in de buurt van Slussen stond, en een replica van runensteen Upplands runinskrifter 53, waarvan het origineel is ingemetseld op de kruising van Prästgatan en Kåkbrinken in Gamla Stan.
- Het kerkhof van Helgeandshuset (Het huis van de Heilige Geest), een hofje voor ouderen, waar 1339 onverstoorde skeletten in situ lagen en de resten van nog eens 2800 personen.

Verder heeft het museum een aantal maquettes om de ontwikkeling van de stad te laten zien en een aantal reconstructies om het leven in de Middeleeuwen toe te lichten, zoals een markt, herberg, een klooster, een vissershut en een galgenveld. Een aparte ruimte is gewijd aan de geschiedenis aangaande het Stockholms bloedbad in 1520.

## Galerij

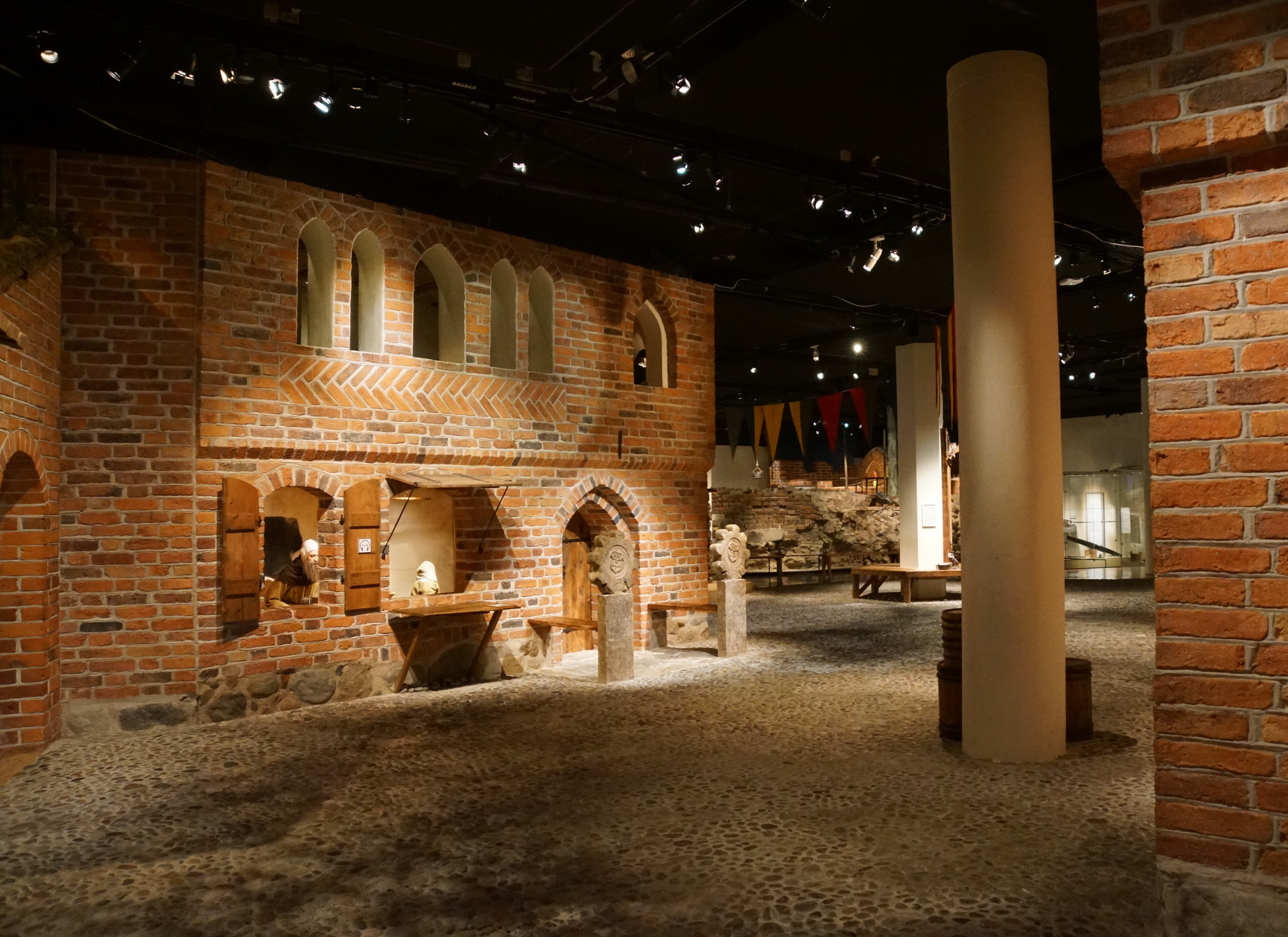
Reconstructie van een herberg
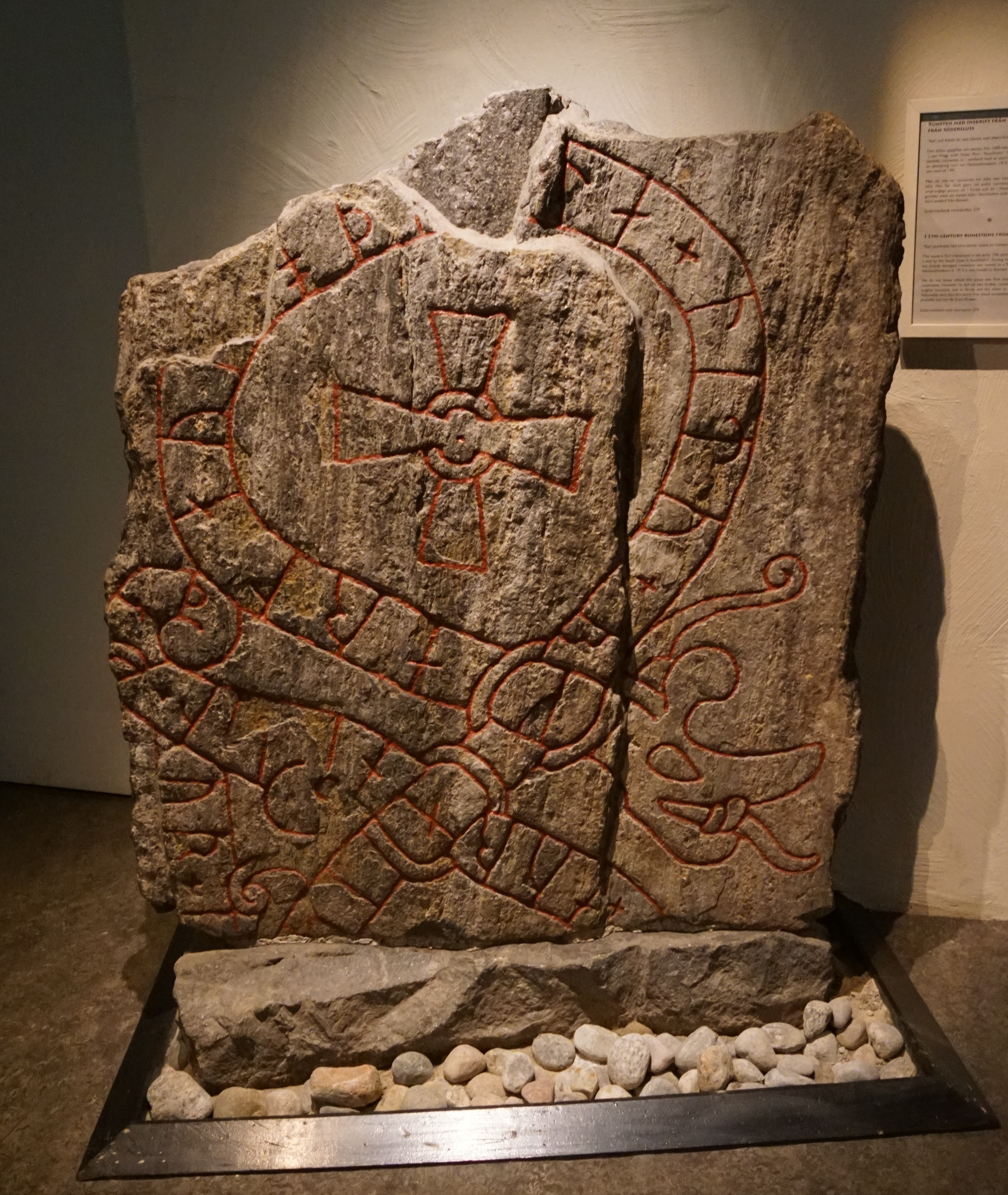
Runensteen Södermanlands 274
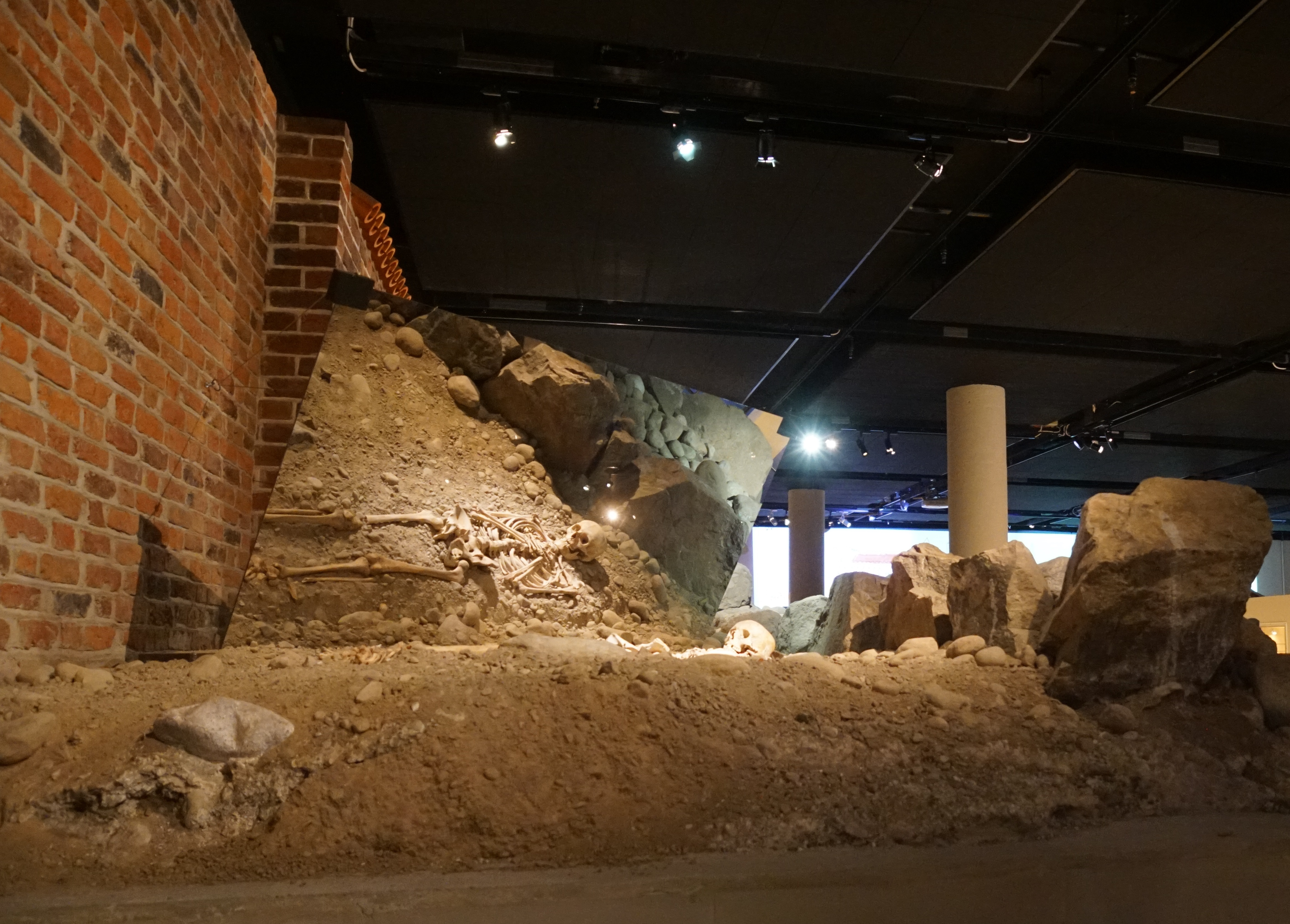
Resten van de begraafplaats van Helgeandshuset